# Paraphylax pulax
Paraphylax pulax är en stekelart som beskrevs av Ian D. Gauld 1984. Paraphylax pulax ingår i släktet Paraphylax och familjen brokparasitsteklar. Inga underarter finns listade i Catalogue of Life.